# فوجیکورا
فوجیکورا (به ژاپنی: フジクラ) شرکت تجهیزات الکتریکی ژاپنی است، که در زمینه تولید نیم‌رساناها، کابل‌های فشارقوی، کابل‌های برق و کابل‌های فیبر نوری فعالیت می‌کند.
شرکت فوجیکورا در سال ۱۸۸۵ راه‌اندازی شد و در حال حاضر دارای عملیات در کشورهای تایلند، هند، مراکش، روسیه، انگلستان، رومانی، ویتنام، چین، تایلند، مالزی، سنگاپور، برزیل، مکزیک و ایالات متحده آمریکا می‌باشد.
دفتر مرکزی این شرکت در منطقه کوتو شهر توکیو قرار دارد و بخشی از سهام آن در بازار بورس توکیو معامله می‌شود.
مستر تراست بانک با ۵٫۹ درصد، بانک سومیتومو میتسویی با ۲٫۳ درصد، شیزوئوکا بانک با ۲٫۱ درصد و ژاپن تراستی سرویس بانک با در اختیار داشتن ۹٫۵ درصد، از سهام فوجیکورا، بزرگترین سهام‌داران آن به‌شمار می‌آیند. شرکت فوجیکورا با فروش سالانهٔ ۵٫۷۳ میلیارد دلار و بیش از ۵۰۰۰۰ نفر پرسنل، یکی از بزرگترین شرکت‌های حوزهٔ کاری خود است.